# Меда у великој плавој кући
Меда у великој плавој кући (енгл. Bear in the Big Blue House) америчка је дечија телевизијска серија чији је творац Мичел Кригмен, створена за предшколски телевизијски блок Дизни канала Плејхаус Дизни. Серија је емитована од 20. октобра 1997. до 28. априла 2006. године.
У Србији, Црној Гори, Босни и Херцеговини и Северној Македонији серија је кренула са емитовањем 2004. године на РТС 2, синхронизована на српском језику. Синхронизацију је радио студио Вочаут

## Прича
Меда живи у Великој плавој кући са својим пријатељима Ођом, Татером, Трилом, Пипом, Попом и Сенчицом. Он и његови пријатељи имају много авантура заједно. Оне обично укључују решавање проблема, размену, сарадњу једни са другима и развој друштвених/животних вештина.
Свака епизода отвара се песмом добродошлице. Други ликови у представи онда се појављују, а тема и заплет емисије онда стижу на место. Током епизоде, тема (нпр; „сан”, „доктори”, „Дан захвалности”) се учи о томе, а на крају епизоде се учи и лекција. Песме и шале прате епизоду. Меда се понаша као неговатељ према Ођо медведцу, Трилу лемуру, Татеру мишу, Пипу и Попу, који су две видра. Лик Сенчица приповеда сегменту са луткама у свакој епизоди. Већина сегмената је у песми, док су неке једноставно кратка прича која се односи на тему епизоде. На крају програма, Меда пева поздравну песму са Луном, месецом.

## Сезоне
| Сезона | Сезона | Епизоде | Епизоде | Оригинално емитовање | Оригинално емитовање |
| Сезона | Сезона | Епизоде | Епизоде | Премијера            | Финале               |
| ------ | ------ | ------- | ------- | -------------------- | -------------------- |
|        | 1.     | 26      | 26      | 20. октобар 1997.    | 24. новембар 1997.   |
|        | 2.     | 39      | 39      | 6. јануар 1998.      | 1. фебруар 1999.     |
|        | 3.     | 26      | 26      | 1. јул 1999.         | 7. децембар 1999.    |
|        | 4.     | 18      | 18      | 9. септембар 2002.   | 3. новембар 2003.    |
|        | 5.     | 8       | 8       | 21. април 2006.      | 28. април 2006.      |